# Левин, Роб
Роб Левин (англ. Rob Levin; также известен под псевдонимом lilo; 16 декабря 1955 — 16 сентября 2006, Хьюстон) — президент и исполнительный директор «Peer-Directed Projects Center» (PDPC, Non-Profit Organisation). 29 сентября 1994 года основал совместно с (англ. Pauline Middelink) IRC-нетворк «freenode», который в последующие годы стал ведущим на сцене открытого программного обеспечения.
12 сентября 2006 года попал в ДТП, в котором он на велосипеде столкнулся с машиной. Получил мозговые травмы. Пролежал 4 дня в коме и умер 16 сентября в больнице в Хьюстоне.
Роб Левин был женат и имел одного сына.